# Laki (Stadt)
Laki (bulgarisch: Лъки) ist eine Stadt und Verwaltungszentrum einer gleichnamigen Gemeinde in der Oblast Plowdiw in Südbulgarien. Die Stadt mit 1.590 Einwohnern (31. Dezember 2022) liegt 54 km südlich von Plowdiw und 20 km südlich von Assenowgrad in den Rhodopen. Zu Laki gehört Manastir, die mit 1430 Metern am höchsten gelegene Siedlung der Balkanhalbinsel.
Durch die Stadt Laki fließt die Jugowska, ein Nebenfluss der Tschaja. Vor allem durch die Fabriken rund um die Stadt Laki wird der Fluss Tschaja mit Blei und Zink verschmutzt. 
Die Autobahn A1 verläuft nördlich in 45 km Entfernung.
Die Stadt ist seit 2011 Namensgeber für den Laki Peak, einen Berg im Grahamland in der Antarktis.